# Ruslands Olympiske Komité ved sommer-OL 2020
Ruslands Olympiske Komité deltog under Sommer-OL 2020 i Tokyo som blev afviklet i perioden 23. juli til 8. august 2021.
Russiske atleter kunne deltage under flaget for Russian Olympic Committee, ROC.

## Medaljer
| 2020 Tokyo | Guld | Sølv | Bronze | Total |
| ROC        | 20   | 28   | 23     | 71    |

### Medaljevinderne
| ROC under sommer-OL 2020 i Tokyo | ROC under sommer-OL 2020 i Tokyo | ROC under sommer-OL 2020 i Tokyo | ROC under sommer-OL 2020 i Tokyo | ROC under sommer-OL 2020 i Tokyo |
| Medalje                          | Navn                             | Sport                            | Event                            | Dato                             |
| -------------------------------- | -------------------------------- | -------------------------------- | -------------------------------- | -------------------------------- |
| -                                | -                                | -                                | -                                | -                                |